# مادلين شيلر
مادلين شيلر (بالإنجليزية: Madeline Schiller)‏ هي عازفة بيانو أمريكية، ولدت في 8 نوفمبر 1843، وتوفيت في 3 يوليو 1911.

## وصلات خارجية
- مادلين شيلر على موقع ميوزك برينز (الإنجليزية)